# Соня Талевска
Соня Талевска (на македонска литературна норма: Соња Талевска) е лекарка и политик от Северна Македония.

## Биография
Родена е на 25 август 1961 година в демирхисарското село Жван, тогава във Федеративна народна република Югославия. Завършва Медицинския факултет на Скопския университет и става специалистка дерматовенероложка.
В 2014 година е избрана за депутат от ВМРО – Демократическа партия за македонско национално единство в Събранието на Република Македония. В 2016 година отново е избрана за депутат от ВМРО-ДПМНЕ.